# Thuburbo Majus
Thuburbo Majus o Tuburbo Majus és un jaciment arqueològic de Tunísia a la governació de Zaghouan, a la delegació de Fahs o El Fahs, no lluny del riu Miliana al llogaret d'Henchir Kasbat.
Fou una civitas romana establerta el 27 aC sota August, com a colònia de veterans, probablement en el lloc d'un anterior establiment númida o púnic. Elevada a municipi sota Hadrià el 128, tenia un actiu comerç amb les ciutats de la costa. La ciutat va arribar al tomb dels deu mil habitants. Còmmode la va convertir en colònia (Colonia Julia Aurelia Commoda Thuburbo) el 188. Va entrar en decadència al segle iii segurament per les incursions dels amazics i la crisi imperial. Constantí el Gran la va voler millorar i li va concedir privilegis i el nom de Res Publica Felix Thuburbo Majus, i per un temps es va recuperar fins a l'arribada dels vàndals. Amb els àrabs havia desaparegut, probablement després d'un terratrèmol que l'hauria afectada greument

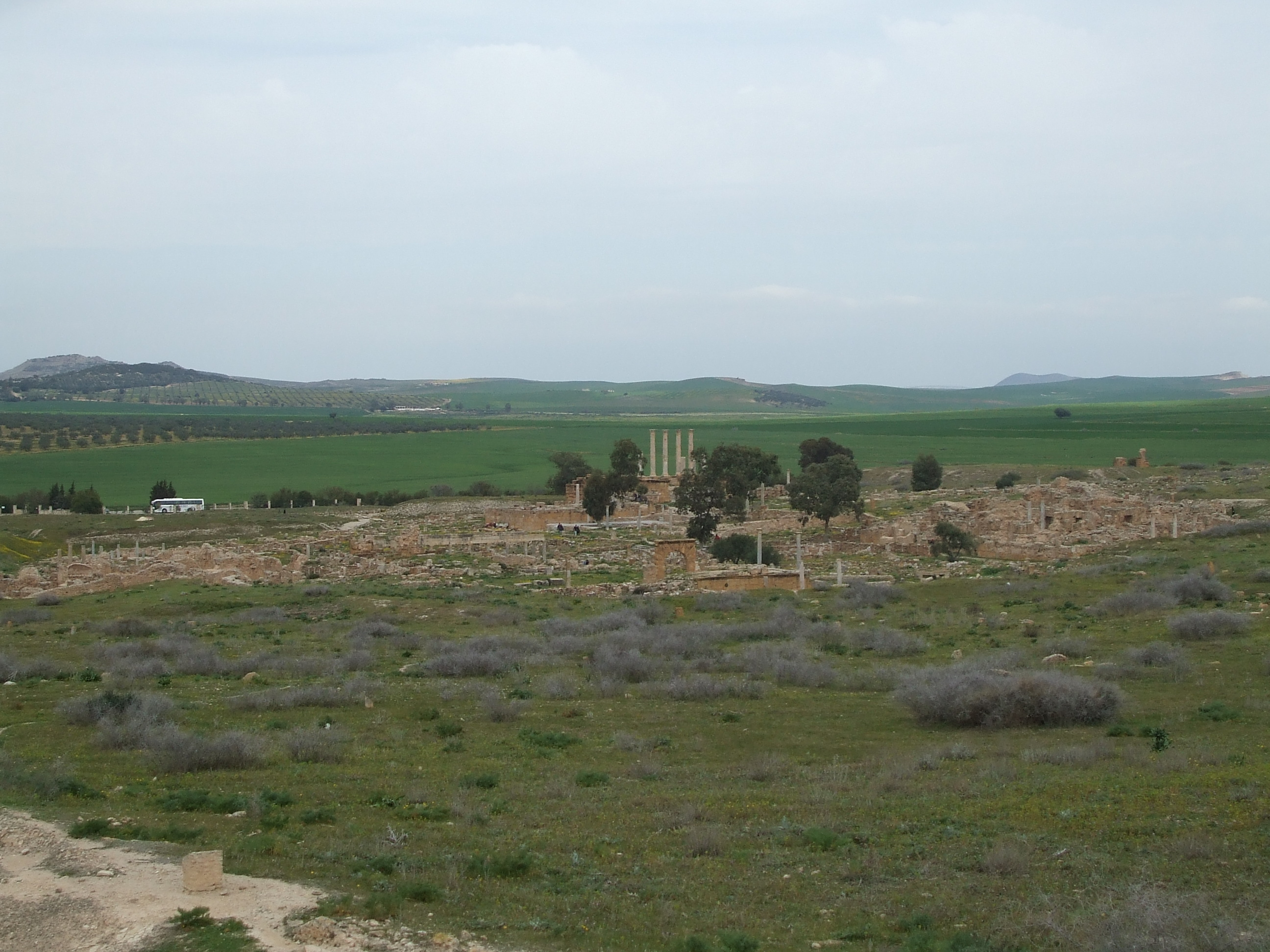
Vista panoràmica de Thuburbo Majus

El 1857, l'arqueòleg francès Charles Tissot la va excavar per primer cop. El lloc té un capitoli, amb 4 impressionants columnes corínties de 8,50 metres; un fòrum quadrat amb peristil de 45 metres de costat; un temple circular amb vuit columnes, dedicat a Mercuri; uns banys o termes amb importants mosaics; un mercat (macellum); un teatre i amfiteatre; la palestra dels Petronis n'és un dels edificis més atractius i millor conservats, una premsa d'oli, una casa amb mosaics de Neptú, les restes de tres arcs triomfals, i una església romana d'Orient. Els mosaics i objectes més ben conservats són al Museu del Bardo, entre aquests un cap d'una estàtua colossal de Júpiter de 7 m d'alçària.

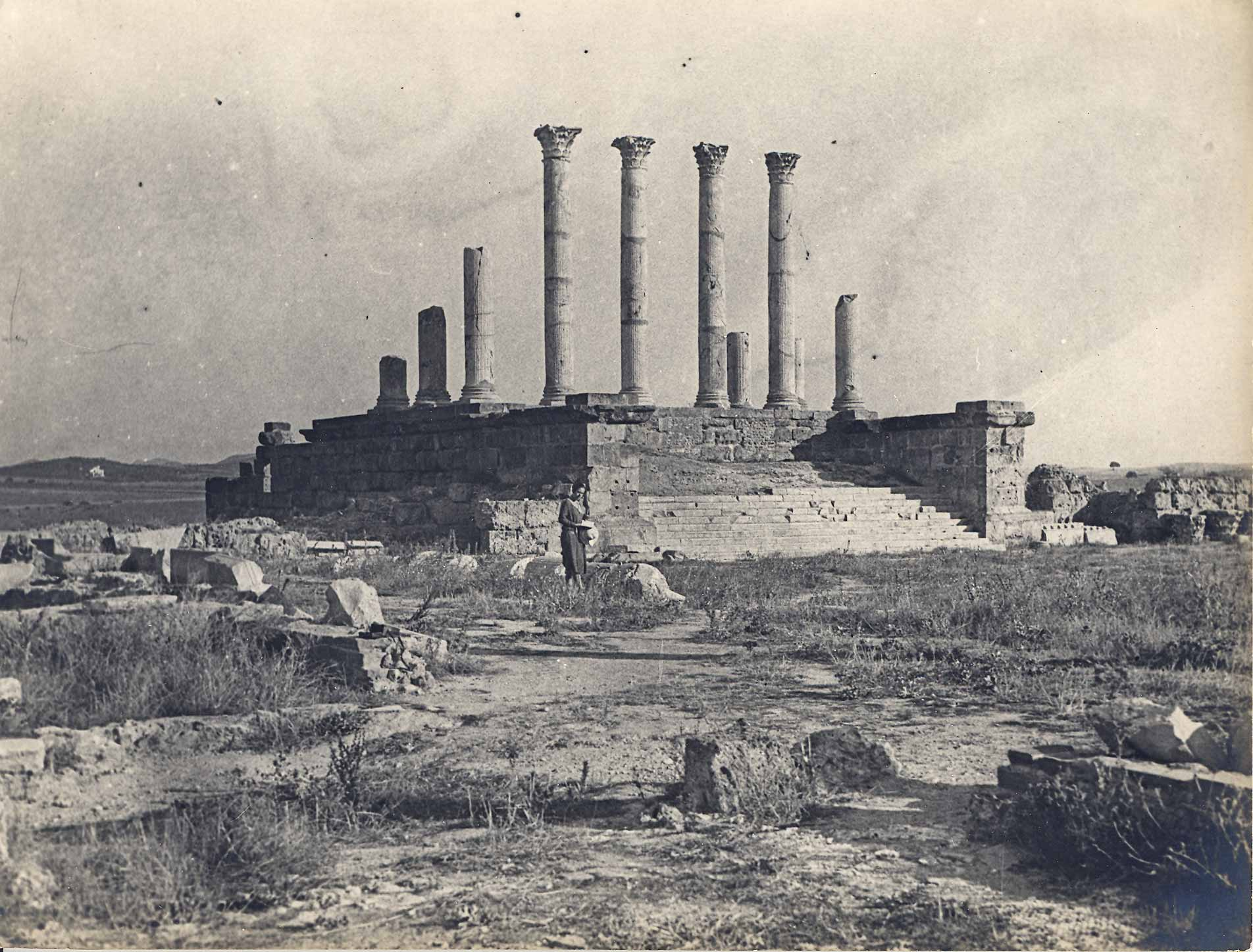
Capitoli (1930)
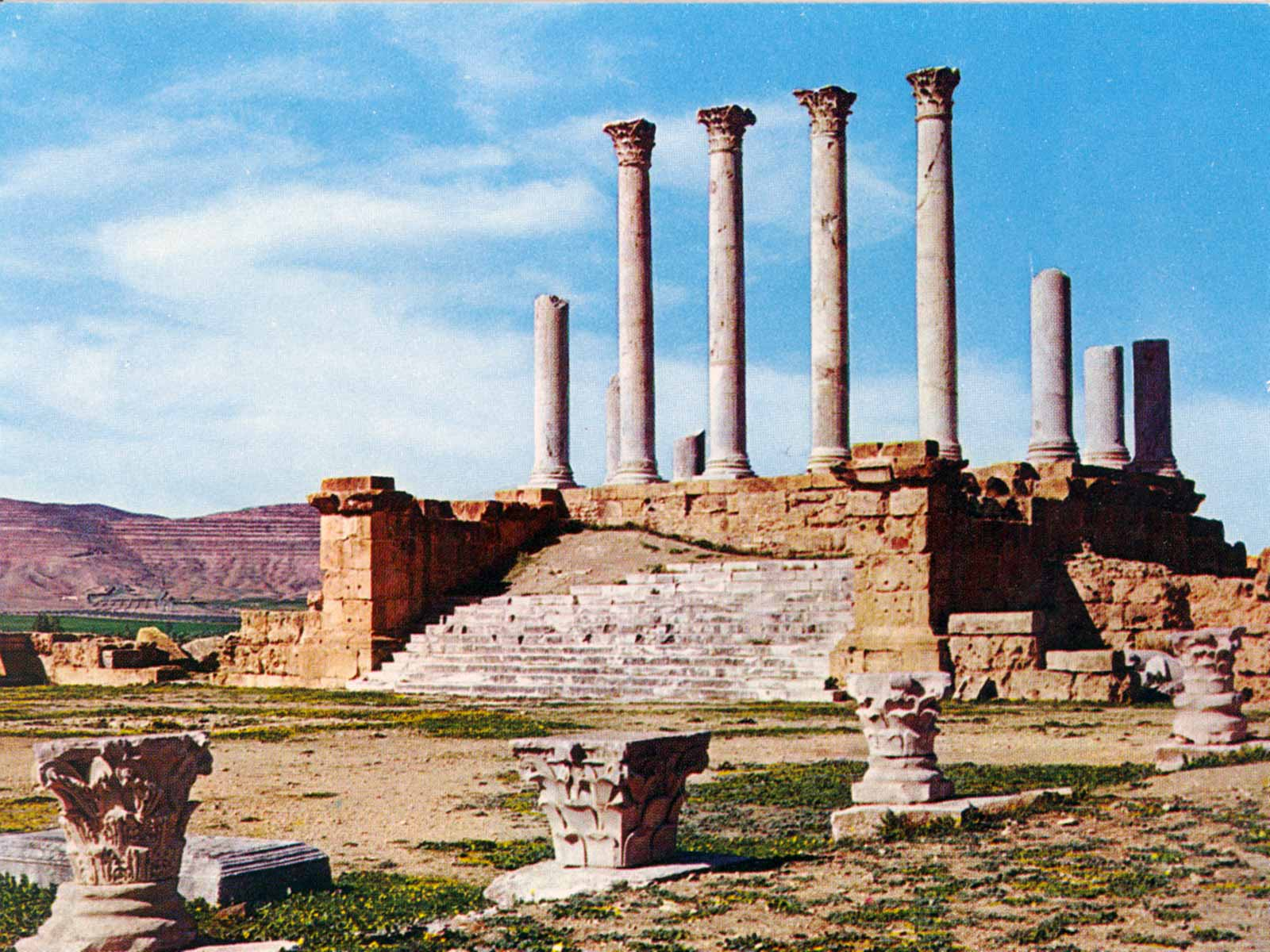
Capitoli (1963)
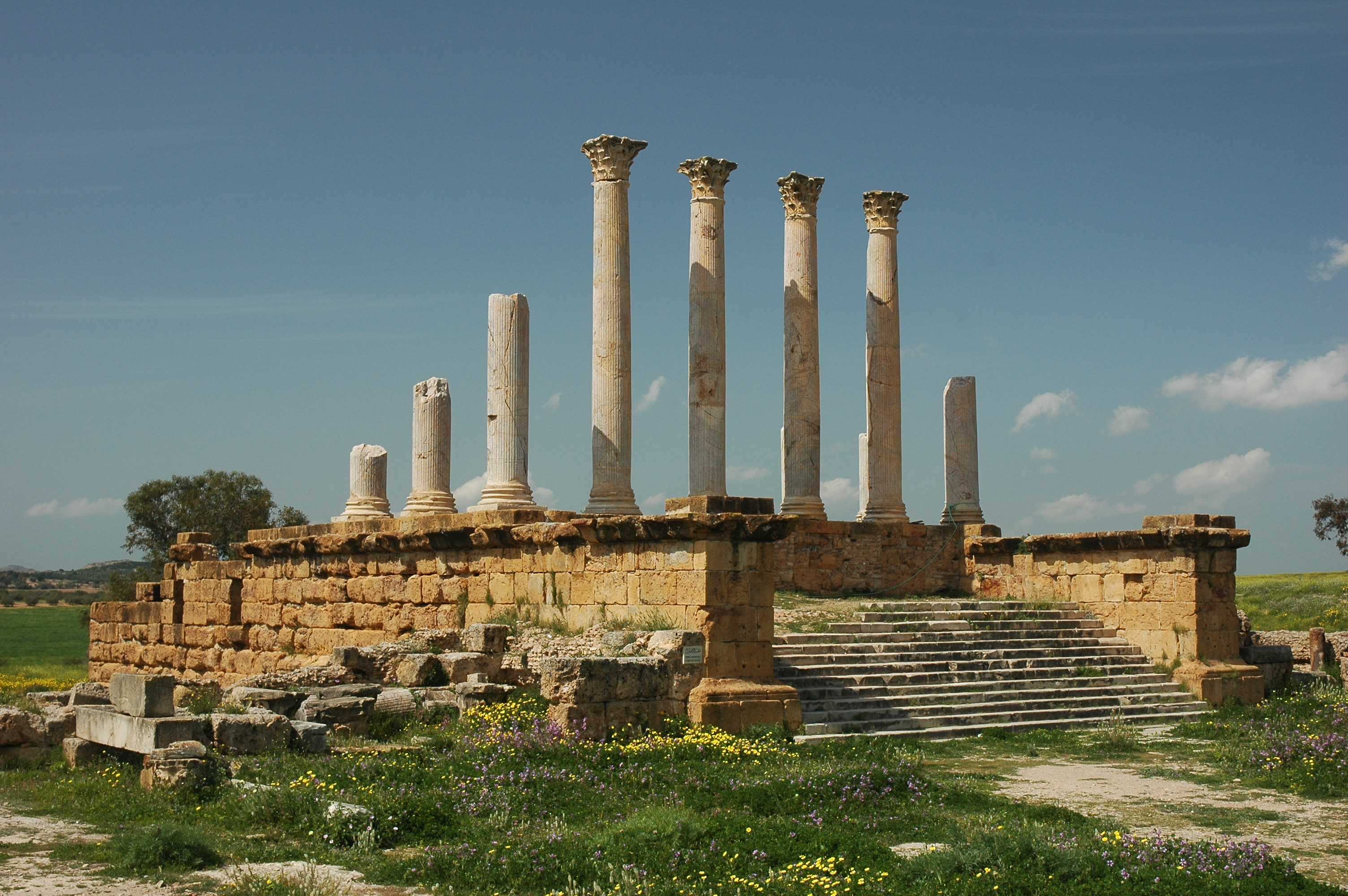
Capitoli (2007)
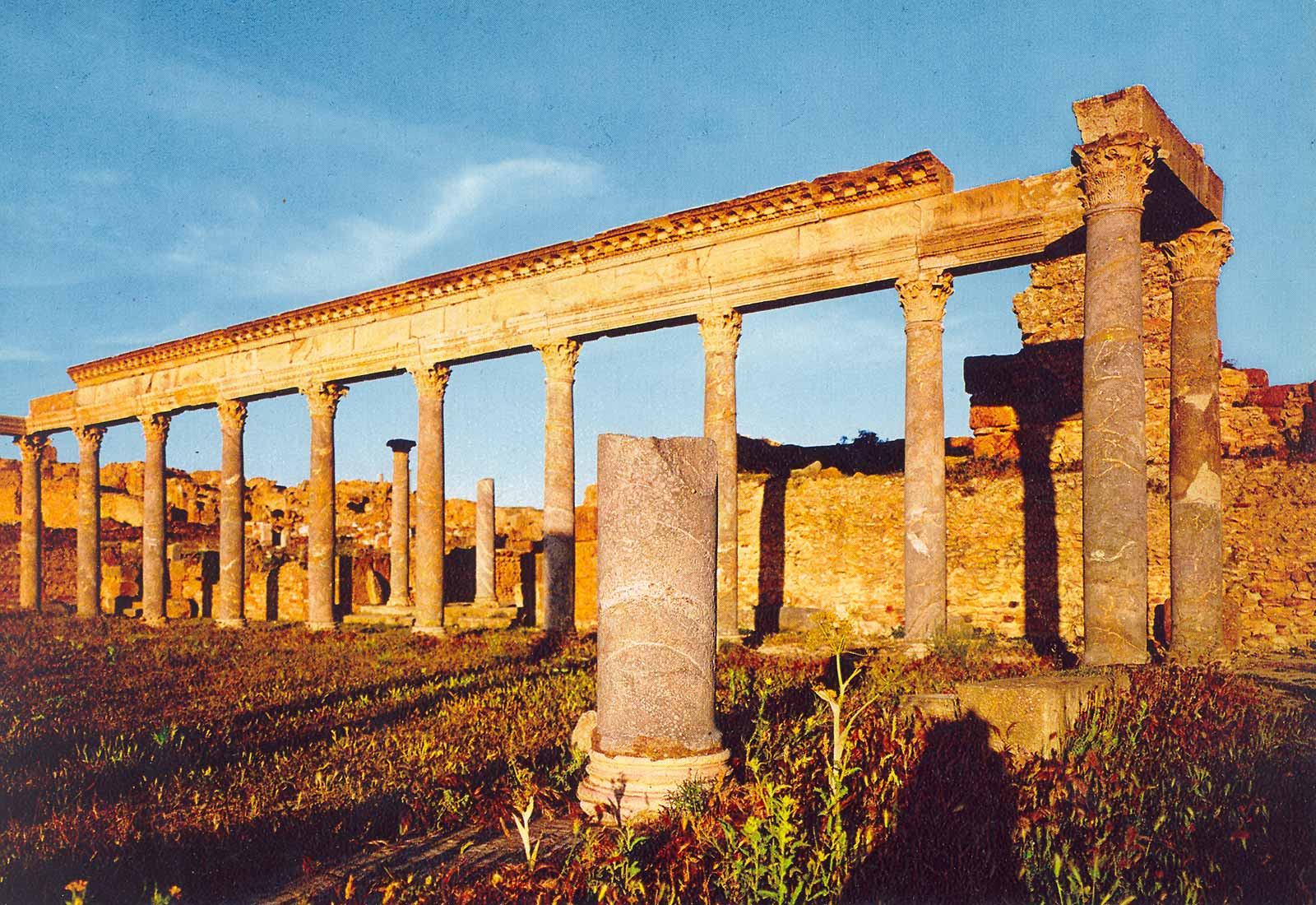
Palestra dels Petronii (1963)
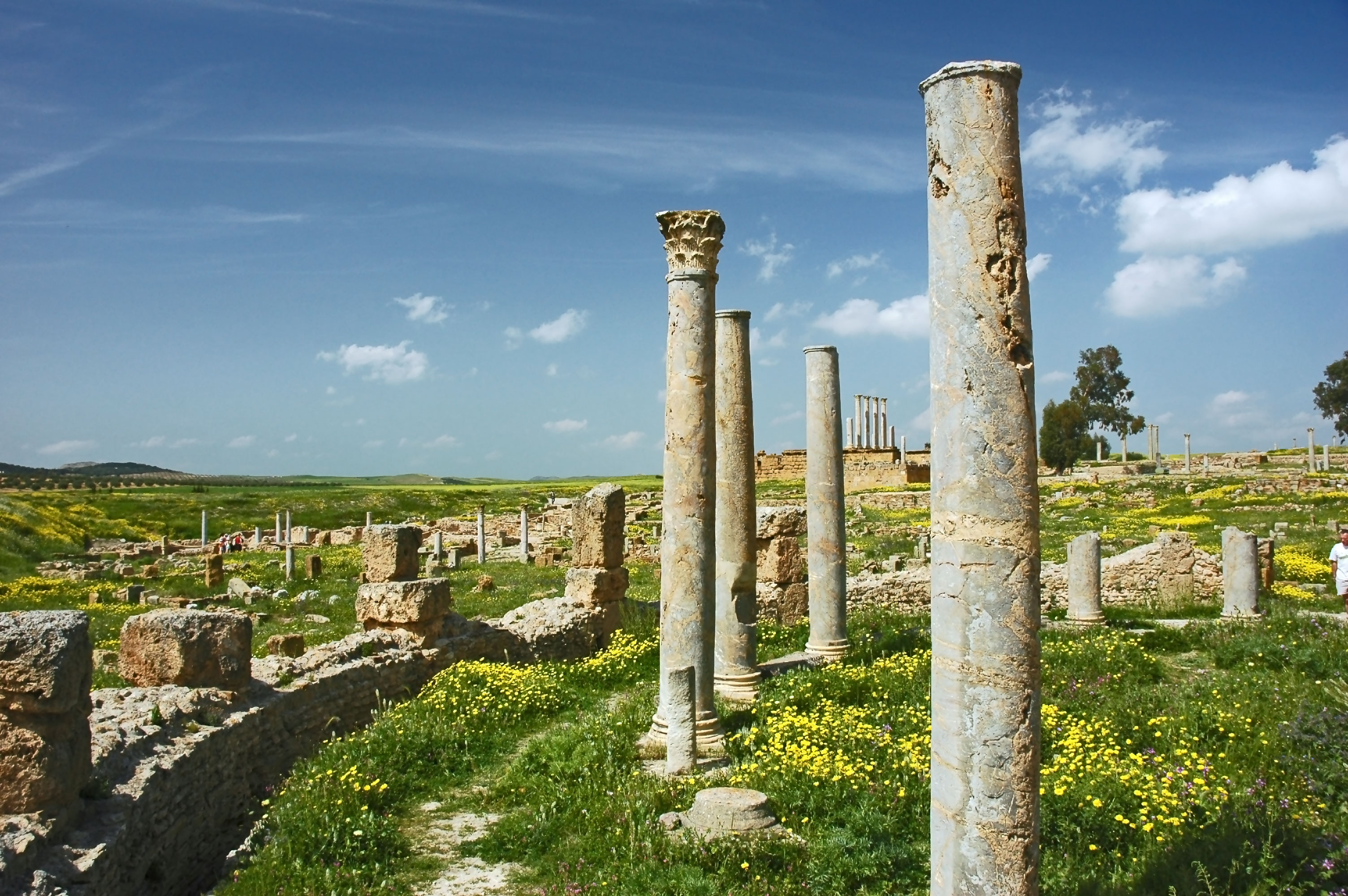
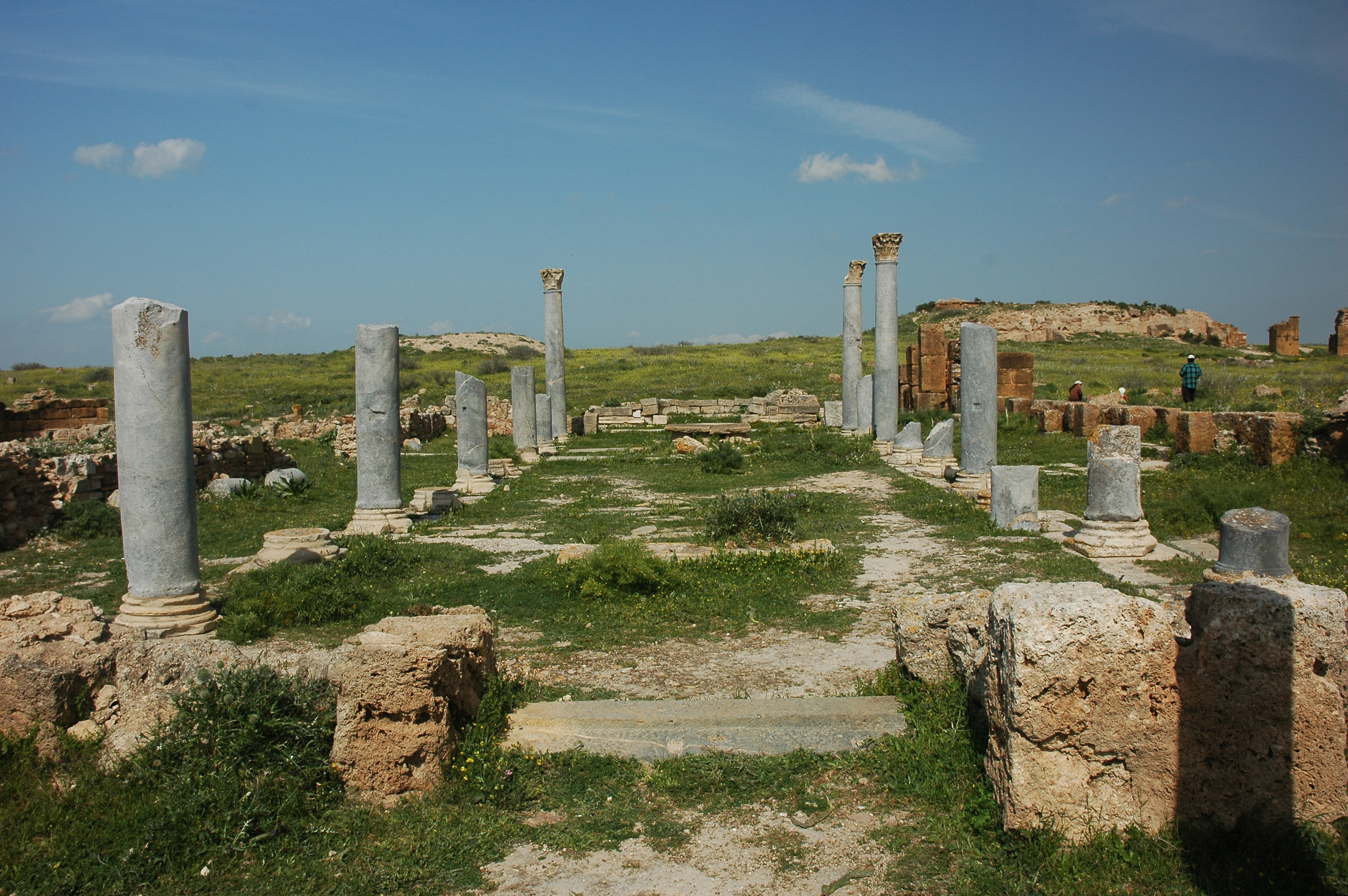
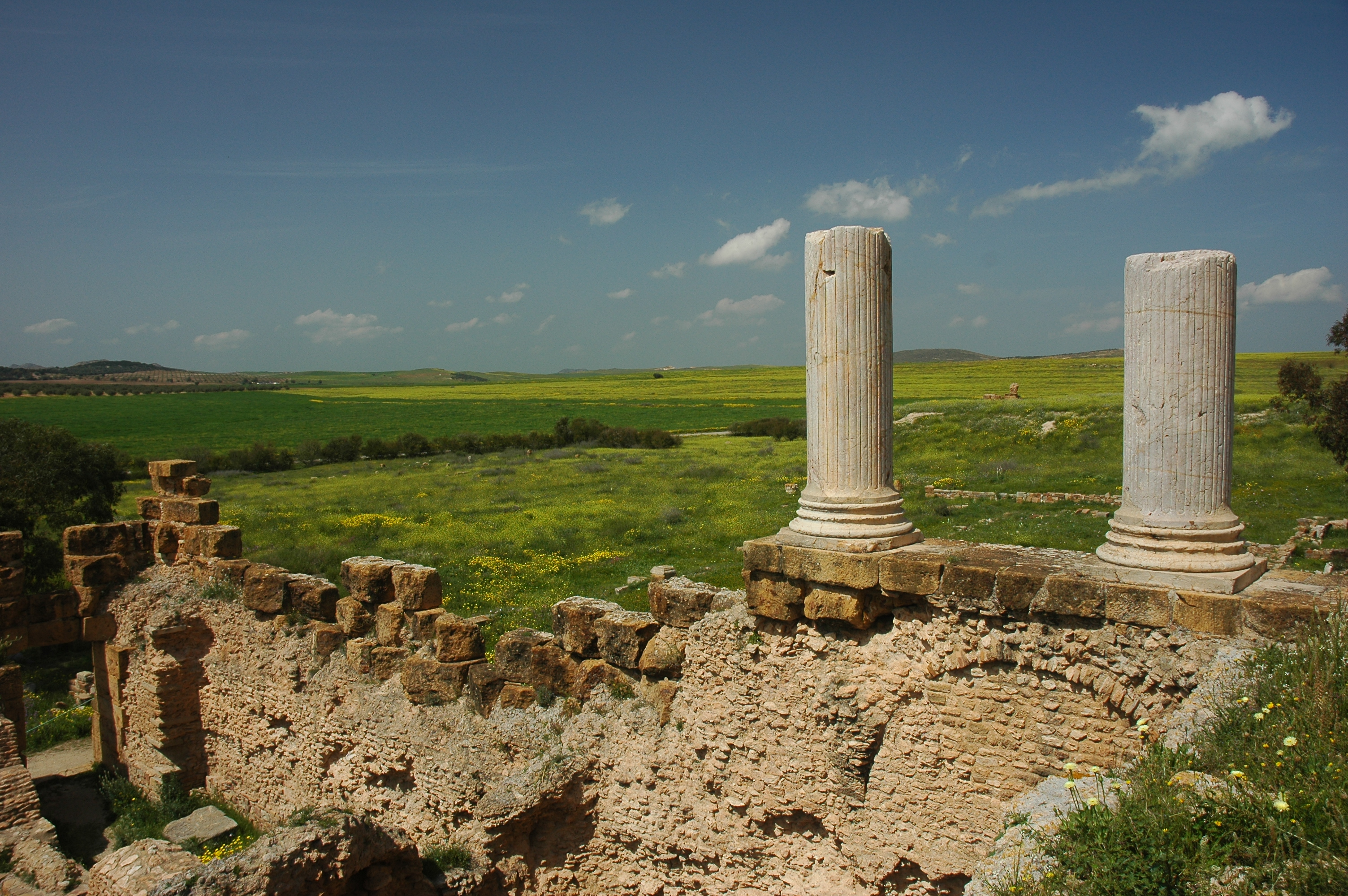
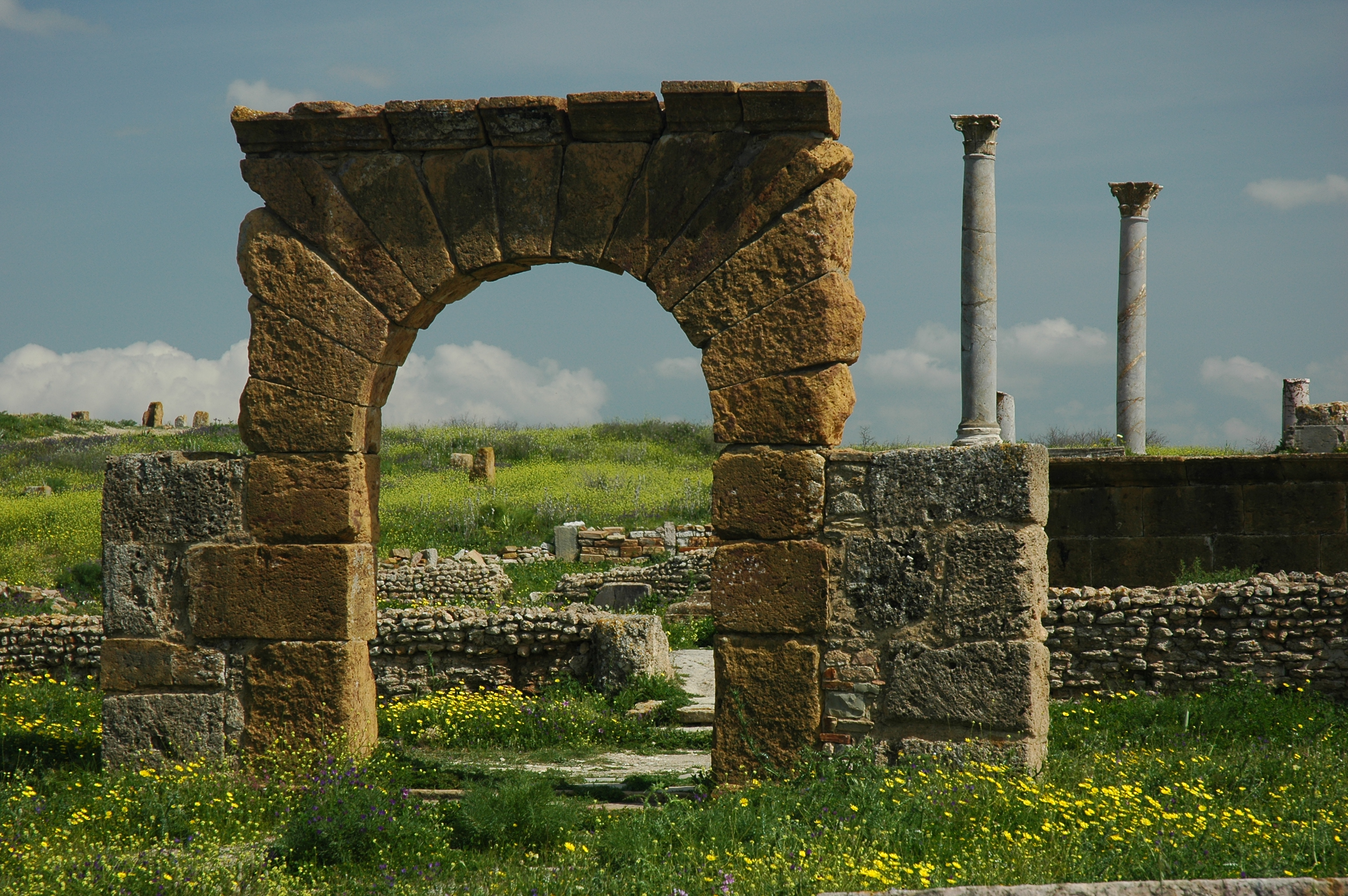